# Otto von Marchtaler

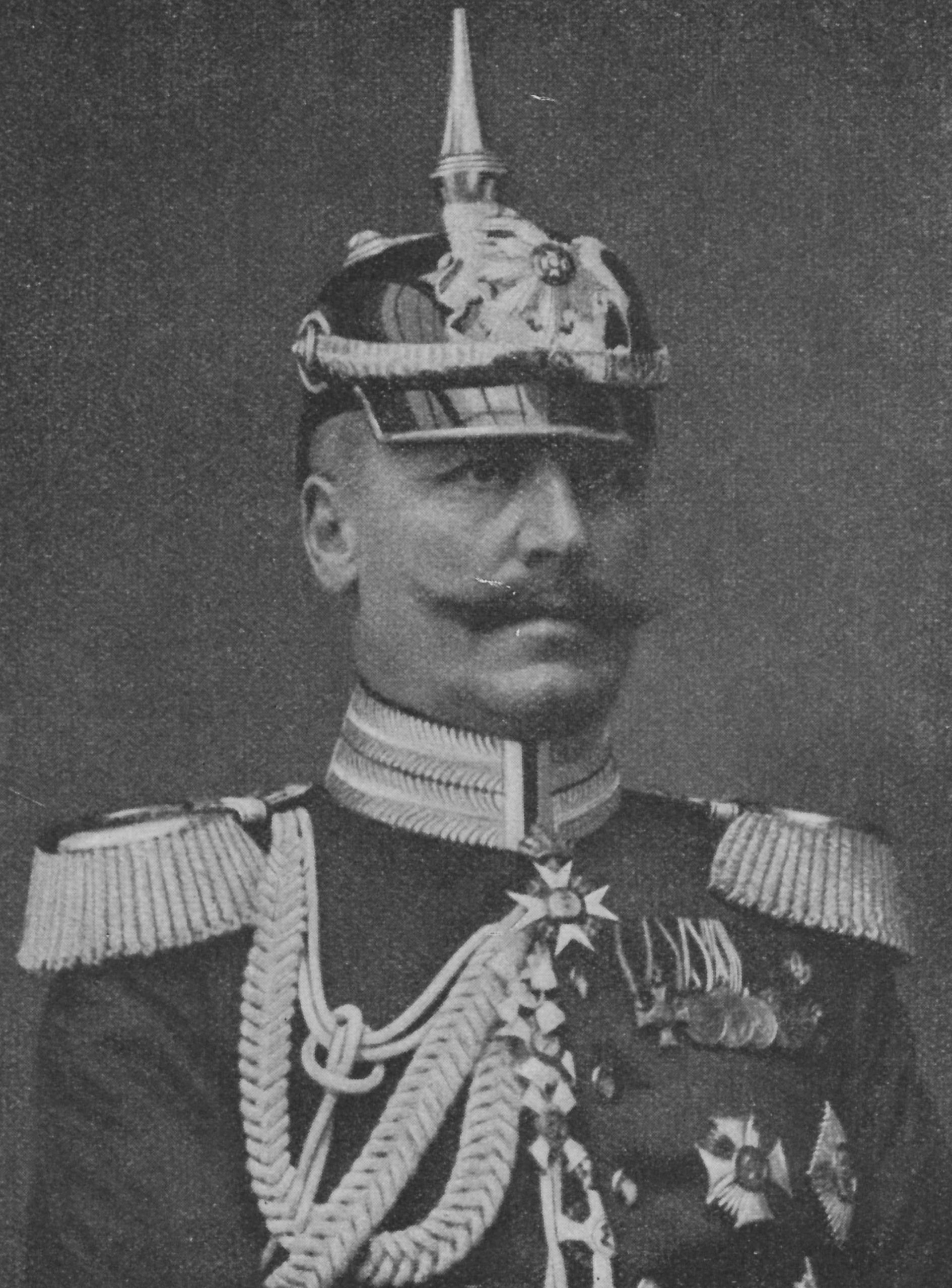
Otto von Marchtaler

Otto Erhard von Marchtaler (* 9. Juni 1854 in Wiblingen; † 11. Januar 1920 in Stuttgart) war ein württembergischer Generaloberst sowie von 1906 bis 1918 Kriegsminister.

## Leben

### Herkunft
Otto von Marchtaler entstammte einer alten Ulmer Ratsfamilie, die 1599 in den Adelsstand des Heiligen Römischen Reichs aufgestiegen war. Sein Vater war der württembergische Oberst Heinrich von Marchtaler (1822–1891). Die Großeltern väterlicherseits waren der württembergische Major Hans von Marchtaler (1786–1848) und Franziska Alexia, geborene Freiin von Handel (1794–1880). Otto von Marchtalers Mutter Elise (1830–1894) entstammte der Ehe des fürstlich fürstenbergischen Rechnungsrats Johann Friedrich Müller mit Friederike Lisette Christiane Glock in Donaueschingen.

### Militärkarriere
Marchtaler, der der evangelischen Kirche angehörte, besuchte die Gymnasien in Stuttgart, Ellwangen und Ludwigsburg, wo der Vater in der jeweiligen Garnison seinen Dienst versah. 1869 trat Marchtaler in die württembergische Kriegsschule Ludwigsburg ein. Mit Ausbruch des Deutsch-Französischen Kriegs kam er als Fähnrich zum 4. Infanterieregiment der Württembergischen Armee. Im Dezember 1870 wurde er zum Leutnant ernannt.
Seit 1884 befehligte Marchtaler als Hauptmann eine Kompanie im Infanterie-Regiment „Kaiser Wilhelm, König von Preußen“ (2. Württembergisches) Nr. 120. Im Jahre 1886 kam er als Adjutant zum Generalkommando  des XIII. Württembergischen Armeekorps. 1890 erfolgte seine Beförderung zum Major. Als Flügeladjutant des Königs von Württemberg trat er 1893 in das Militärkabinett in Berlin ein, um dort die militärischen Belange seines Landes zu vertreten. 1897 wurde er zum Oberst befördert. Ab 1898 war er im Württembergischen Kriegsministerium unter anderem für das Personalwesen der württembergischen Offiziere zuständig. Im Jahre 1900 stieg er zum württembergischen Militärbevollmächtigten in Berlin auf. Nachdem er 1903 zum Stadtkommandanten von Stuttgart ernannt worden war, erfolgte am 10. Juni 1906 seine Ernennung zum Kriegsminister. Als Staatsminister und Leiter des württembergischen Departements des Kriegswesens gehörte er bis zum November 1918 den Regierungen Breitling und Weizsäcker an. Am 25. Februar 1908 wurde er Generaladjutant von König Wilhelms II. und am 5. März 1908 zum General der Infanterie befördert.
Nach Beginn des Ersten Weltkriegs war er ab September 1914 zusätzlich Kommandierender General des Stellvertretenden Generalkommandos des XIII. Armee-Korps, um einen direkten Blick auf die aus Berlin ergehenden Weisungen zu haben und somit einen Rest an Eigenständigkeit der württembergischen Militärverwaltung aufrechterhalten zu können. Parteipolitik hatte sich nach Ansicht Marchtalers den militärischen Belangen während des Kriegs unterzuordnen. König Wilhelm II. ernannte ihn am 5. Oktober 1916 zum Chef des 10. Württembergischen Infanterie-Regiments Nr. 180 und beförderte ihn am 25. Februar 1918 zum Generaloberst. Aus gesundheitlichen Gründen trat er in die kurz vor der Novemberrevolution gebildete letzte „parlamentarische“ Regierung der königlichen Staatsregierung, die Regierung Liesching, nicht mehr ein.

### Familie
Marchtaler heiratete 1879 in Heilbronn Helene Milz (1855–1935). Sie war die Tochter des in Stuttgart ansässigen Generalstaatsanwalts Ewald Milz und seiner Frau Berta Luise Marie, geborene Haag. Die Ehe blieb kinderlos.

### Ehrungen

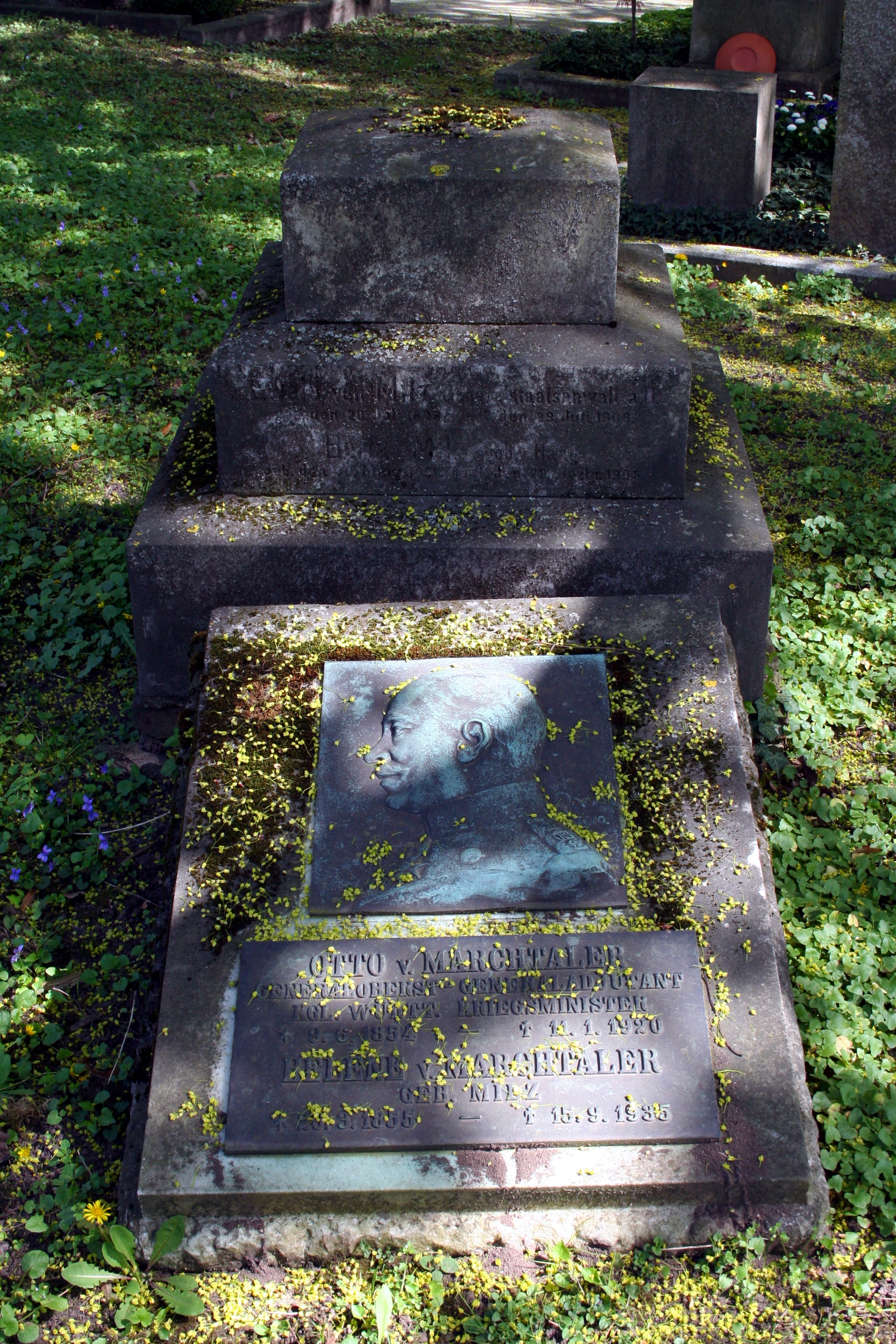
Grab auf dem Pragfriedhof in Stuttgart

- Großkreuz des Ordens der Württembergischen Krone[1]
- Großkreuz des Württembergischen Militärverdienstordens am 8. November 1918[2]
- Großkreuz des Friedrichs-Ordens[1]
- Württembergisches Militärdienstehrenzeichen I. Klasse[1]
- Silberne Jubiläums-Medaille Württembergs[1]
- Großkreuz des Roten Adlerordens[1]
- Kronen-Orden I. Klasse[1]
- Kriegsdenkmünze für die Feldzüge 1870–71[1]
- China-Denkmünze[1]
- Großkreuz des Verdienstordens der Bayerischen Krone[1]
- Großkomtur des Verdienstorden vom Heiligen Michael[1]
- Großkreuz des Bayerischen Militärverdienstordens[1]
- Großkreuz des Albrechts-Ordens mit goldenem Stern[1]
- Großkreuz des Ordens vom Zähringer Löwen[1]
- Komtur II. Klasse des Hausordens Heinrichs des Löwen[1]
- Komtur II. Klasse des Verdienstordens Philipps des Großmütigen mit Kreuz[1]
- Großkreuz des Ordens von Oranien-Nassau[3]
- Großkreuz des Sankt-Olav-Ordens[1]
- Großkreuz des Ordens der aufgehenden Sonne[1]
- Großoffizier des Ordens des heiligen Schatzes[1]